# AM-50 Sayyad
Das AM-50 Sayyad ist ein im Iran hergestelltes großkalibriges Einzellader-Anti-Materiel Rifle bzw. Scharfschützengewehr im Kaliber 12,7 × 99 mm NATO. Es ist eine unlizenzierte Kopie des Steyr HS der österreichischen Firma Steyr Mannlicher.

## Nutzer
- Iran
- Irak
  - Irakische Streitkräfte[1]
  - Volksmobilisierungseinheiten[1]
    - Asa’ib Ahl al-Haqq[2]
    - Badr-Brigaden[2]
    - Harakat Hesbollah al-Nujaba[2]
    - Kata’ib Sayyid al-Schuhada[2]
    - Liwa al-Zulfiqar[2]
    - Saraya al-Aqida[2]
    - Saraya al-Khorasani[2]
    - Saraya as-Salam[2]
    - Saraya Ashura[2]
- Syrien
  - Syrisches Heer[1]
  - Syrische Soziale Nationalistische Partei[1]
- Libanon
  -  Hisbollah[1]
- Jemen
  - Huthis[1]
- Palästina
  -  Hamas[1]
- Islamischer Staat
  - IS im Irak und Syrien[1]
  - Wilayat Sinai[1]
- Syrische Nationalarmee (SNA)[1]
- Haiʾat Tahrir asch-Scham (HTS)[1]
- Liwa Fatemiyoun[3]
- Arbeiterpartei Kurdistans (PKK)[1]
- Peschmerga[1]